# Paul Gardent
Pour les articles homonymes, voir Gardent.
Paul Gardent, né le 10 juillet 1921 à Grenoble et décédé le 28 juin 2012, est un ingénieur français, polytechnicien, membre du corps des mines. Il est surtout connu pour avoir été directeur général des Charbonnages de France de 1968 à 1980.

## Biographie
Admis en septembre 1939 à l'École polytechnique, il prend part à la « drôle de guerre », d'abord comme élève-officier d'artillerie puis comme sous-lieutenant. Il revient à l'École polytechnique fin 1940 et en sort en 1942 dans le corps des mines. Brièvement élève à l'École des mines de Paris, il est envoyé fin 1943 en perfectionnement à l'École des mines de Saint-Étienne afin d'échapper au Service du travail obligatoire. 
Il est nommé en juillet 1944 à un poste d'ingénieur « ordinaire » du service des mines, à Douai. Il accepte ensuite un poste au Centre de recherches des Charbonnages, le CERCHAR.
Il entre en 1950 au cabinet du ministre de l'Industrie, Jean-Marie Louvel, à Paris, où il reste deux ans. 
En 1952, il prend un poste d'ingénieur en chef aux Charbonnages de France. Il restera dans cet organisme jusqu'en 1980. Il y est d'abord nommé directeur des études générales, ce qui l'amène à créer un service d'études économiques dont il confie la responsabilité à Jacques Lesourne.
En 1958, il rejoint l'état-major de la direction générale des Houillères de bassin de Lorraine. Il y vivra un conflit des mineurs particulièrement dur.
En juillet 1963, il rejoint la direction des Houillères de bassin Nord et Pas-de-Calais. Nommé directeur général en janvier 1964, il gère une baisse de la production, des fermetures de sièges, et des relations difficiles avec les syndicats.
Il est nommé directeur général des Charbonnages de France en mai 1968, au moment où des grèves et des négociations salariales avaient lieu à grande échelle. Après la catastrophe minière de Liévin, qui fit 42 morts, il subit, le 12 janvier 1976, une agression à son domicile de la part d'un groupuscule maoïste « Vaincre et Vivre » qui prétendait venger les disparus. 
Comme directeur général de CDF, la principale préoccupation de Paul Gardent fut de freiner la production immédiate de charbon afin de mieux étaler cette production dans le temps. En même temps, il fallait diversifier les activités industrielles de CDF, principalement dans le domaine de la chimie.
Paul Gardent fut également président du conseil de surveillance de CDF Chimie à partir de 1975.
En 1980, il quitte la direction générale des Charbonnages. Il est nommé conseiller d'État en service ordinaire, poste qu'il occupe jusqu'à sa retraite en 1986. À ce titre, il est nommé en 1981 président de la commission interministérielle des radioéléments artificiels (CIREA). 
De 1980 à 1984, il fut président du conseil de perfectionnement de l'École des mines de Paris, et plus tard de celui de l'École des mines de Saint-Étienne.
De 1985 à 1997, il fut président de la commission d'aide aux riverains des aéroports, qui gérait initialement des crédits importants.
Il a été président du Collège de la prévention des risques technologiques de 1989 à 1991.
Paul Gardent était commandeur de la Légion d'honneur.

## Publications
- Le charbon, panorama économique, Dunod, 1961.